# Бенковацько Село
Бенковацько Село (хорв. Benkovačko Selo) — населений пункт у Хорватії, у Задарській жупанії у складі міста Бенковаць.

## Населення
Населення за даними перепису 2011 року становило 789 осіб.
Динаміка чисельності населення поселення:

## Клімат
Середня річна температура становить 13,86 °C, середня максимальна – 28,48 °C, а середня мінімальна – -0,16 °C. Середня річна кількість опадів – 862 мм.
| Клімат поселення                              | Клімат поселення | Клімат поселення | Клімат поселення | Клімат поселення | Клімат поселення | Клімат поселення | Клімат поселення | Клімат поселення | Клімат поселення | Клімат поселення | Клімат поселення | Клімат поселення | Клімат поселення |
| Показник                                      | Січ.             | Лют.             | Бер.             | Квіт.            | Трав.            | Черв.            | Лип.             | Серп.            | Вер.             | Жовт.            | Лист.            | Груд.            |                  |
| Середній максимум, °C                         | 10,52            | 11,33            | 14,02            | 17,27            | 22,05            | 25,89            | 28,48            | 27,98            | 23,83            | 19,52            | 13,93            | 11,03            |                  |
| Середня температура, °C                       | 5,16             | 5,98             | 8,68             | 11,92            | 16,72            | 20,54            | 23,90            | 23,39            | 19,24            | 14,94            | 9,35             | 6,44             |                  |
| Середній мінімум, °C                          | −0,16            | 0,63             | 3,32             | 6,58             | 11,36            | 15,21            | 19,31            | 18,81            | 14,67            | 10,37            | 4,78             | 1,86             |                  |
| Норма опадів, мм                              | 73               | 64               | 69               | 74               | 63               | 57               | 34               | 49               | 89               | 98               | 103              | 89               |                  |
| Середньомісячна швидкість вітру, м/с          | 2.44             | 2.59             | 2.79             | 2.71             | 2.36             | 2.16             | 2.19             | 2.04             | 2.21             | 2.29             | 2.74             | 2.68             |                  |
| Середньомісячна сонячна радіація, кДж/м²·день | 5127             | 7873             | 11484            | 16246            | 20369            | 22675            | 24337            | 21340            | 15780            | 9980             | 5548             | 4405             |                  |
| --------------------------------------------- | ---------------- | ---------------- | ---------------- | ---------------- | ---------------- | ---------------- | ---------------- | ---------------- | ---------------- | ---------------- | ---------------- | ---------------- | ---------------- |
| Джерело:                                      |                  |                  |                  |                  |                  |                  |                  |                  |                  |                  |                  |                  |                  |